# Burkhard Huwiler
Burkhard Huwiler (Buttwil, 7 aprile 1868 – Kashozi, 1º ottobre 1954) è stato un missionario e vescovo cattolico svizzero.

## Biografia
Era il figlio di Martin Leonz e di Ana Maria Barbara Huwiler.
Dopo i primi studi ad a Einsiedeln, nel 1887 entrò tra i Missionari d'Africa e compì gli studi teologici a Maison-Carrée e Cartagine: fu ordinato prete nel 1893 e nel 1897 fu inviato in missione nell'Africa Orientale tedesca.
Rientrato in patria nel 1899 a causa di una malattia, tornò in Africa nel 1904.
Nel 1929 fu eletto vescovo titolare di Vazari e vicario apostolico di Bukoba.
Lasciò la guida della diocesi nel 1946, ma restò a lavorare in missione.

## Genealogia episcopale
La genealogia episcopale è:
- Vescovo Johannes Wolfgang von Bodman
- Vescovo Marquard Rudolf von Rodt
- Vescovo Alessandro Sigismondo di Palatinato-Neuburg
- Vescovo Johann Jakob von Mayr
- Vescovo Giuseppe Ignazio Filippo d'Assia-Darmstadt
- Arcivescovo Clemente Venceslao di Sassonia
- Arcivescovo Massimiliano d'Asburgo-Lorena
- Vescovo Kaspar Max Droste zu Vischering
- Vescovo Ludovicus van Wijkerslooth van Schalkwijk
- Arcivescovo Joannes Zwijsen
- Vescovo Franciscus Jacobus van Vree
- Arcivescovo Andreas Ignatius Schaepman
- Arcivescovo Pieter Matthijs Snickers
- Vescovo Wilhelmus van de Ven
- Vescovo Joseph Franciskus Marie Sweens,
- Vescovo Burkhard Huwiler, M.Afr.